# Étoiles (film)
Pour les articles homonymes, voir Étoile (homonymie) et Sterne (homonymie).
Pour plus de détails, voir Fiche technique et Distribution.
Étoiles (allemand : Sterne ; bulgare : Звезди) est un film bulgaro-est-allemand réalisé par Konrad Wolf, sorti en 1959.
Le film se déroule dans un camp de concentration en Bulgarie, où Walter, un sous-officier allemand, tente de faire évader Ruth, une jeune juive, dont il est tombé amoureux. Ce film produit par la DEFA est considéré comme le premier film allemand à aborder la responsabilité des Allemands dans l'Holocauste. Il a reçu le Grand prix au Festival de Cannes 1959. En 1995, il a été élu l'un des 100 films allemands les plus importants. Le titre du film est une allusion à l'étoile jaune.

## Synopsis
Une petite ville occupée par les Allemands en Bulgarie en 1943 : le sous-officier de la Wehrmacht Walter est chargé de superviser les ouvriers civils dans un atelier de réparation de véhicules, mais cet ancien peintre en bâtiment préfère dessiner la région et les habitants du lieu. Son supérieur le surnomme par dérision « Rembrandt », son meilleur ami, le lieutenant Kurt, se fait fièrement tirer le portrait par lui. Walter, en particulier, apprécie d'être apparemment loin de la guerre.
Un jour, des Séfarades grecs arrivent dans la petite ville où ils sont retenus prisonniers dans un camp jusqu'à leur transfert à Auschwitz. À travers la clôture de barbelés, la juive Ruth demande à Walter de l'aide pour une femme en train d'accoucher. Lorsque Walter refuse avec désintérêt, elle le traite avec mépris de loup et de rat. Peu après, Walter arrive au camp avec un médecin et fait soigner la femme épuisée qui met au monde un enfant. Le soir, Walter n'arrive pas à s'endormir et erre dans la ville. Il apprend que l'atelier de réparation de véhicules a été cambriolé et trouve dans le bâtiment le briquet du Bulgare Bai Petko, mais ne le dénonce pas.
Le lendemain, des Partisans arrivent secrètement chez Petko. Le « docteur » qui soigne les Partisans dans la forêt a besoin de médicaments que Petko espère obtenir en soudoyant Walter. Il lui dit qu'il veut les médicaments pour les Juifs du camp, et Walter fait passer un paquet de médicaments à Blashe, l'un des garçons de courses de Petko.
Le soir, Walter est dans un bar avec Kurt. Kurt a obtenu des femmes bulgares, mais laisse Walter faire venir une femme du camp : Ruth. Walter et Ruth, suivis par un garde, se promènent dans les rues nocturnes de la petite ville et apprennent peu à peu à se connaître. Après avoir quitté Ruth à la porte du camp, Walter se demande pour la première fois comment il lui serait possible de désobéir.
Le lendemain, Walter apprend que Blashe a été capturé par la police bulgare avec les médicaments. Walter et lui ne se dénoncent pas, mais Kurt fait fouiller les Juifs du camp à la recherche de médicaments et les punit lorsqu'il trouve chez eux des parties de la marchandise volée. Walter se rend compte qu'en essayant de faire le bien, il n'a rien obtenu, voire a empiré les choses. Il se tourne vers Petko, qui lui a menti sur l'utilisation des médicaments. Petko le soupçonne à son tour d'avoir dénoncé Blashe à la police, mais Walter lui rend son briquet et lui prouve ainsi qu'il est de son côté. Le soir, Walter rencontre à nouveau Ruth, qui lui a été amenée à l'initiative de Kurt. Walter la conjure de s'enfuir, mais Ruth refuse d'abord. Ce n'est qu'à la fin d'une longue conversation qu'elle accepte de s'enfuir la nuit suivante. De retour au camp, elle est traitée d'espionne par les autres prisonniers et s'effondre en pleurs dans les bras de son père, car après tout, elle n'a rien fait de mal.
Le lendemain, Walter demande à Kurt quand les Juifs doivent être déportés et celui-ci lui répond « demain ». Kurt se doute que Walter est tombé amoureux de Ruth, d'autant plus qu'il trouve un portrait de Ruth dans le bloc-notes de Walter. Walter profite de la journée pour organiser une fuite pour Ruth par l'intermédiaire de Petko. Ce dernier lui avoue également que les Partisans voulaient en fait voler des armes lors du cambriolage de l'atelier de réparation de véhicules. Une fois le plan d'évasion établi, Walter veut faire sortir Ruth du camp grâce à un prétexte, mais à ce moment-là, les Juifs ont déjà été emmenés. Il se précipite sur le quai de la gare, mais ne peut que voir les wagons de transport de bétail qui partent, dans lesquels se trouve également Ruth. Dans sa chambre, Walter trouve le portrait de Ruth sur lequel Kurt a écrit qu'il avait menti sur l'heure de départ des Juifs, mais que c'était pour le bien de Walter. Walter se rend chez Petko et tous deux commencent à planifier l'approvisionnement en armes des Partisans. Le plan final montre Ruth dans le wagon à bestiaux ; la chanson Es brennt (litt. « Ça brûle ») se fait entendre.

## Fiche technique
- Titre français : Étoiles[4]
- Titre original : Sterne[5]
- Titre bulgare : Звезди (Zvezdi)[6]
- Réalisation : Konrad Wolf
- Scénario : Angel Wagenstein
- Photographie : Werner Bergmann (de)
- Montage : Christa Wernicke
- Musique : Simeon Pironkov (bg)
- Décors : Hose Sancha et Alfred Drosdek
- Production : Valcho Draganov et Zigfrid Nurnberger
- Sociétés de production : Deutsche Film AG, Boyana Films
- Pays de production :  Allemagne de l'Est -  Bulgarie
- Langues de tournage : allemand, bulgare, judéo-espagnol
- Format : Noir et blanc - Mono
- Genre : Film de guerre
- Durée : 92 min
- Date de sortie : 
  - Bulgarie : 23 mars 1959
  - Allemagne de l'Est : 27 mars 1959
  - France : 27 février 1960[4]

## Distribution
- Sacha Kroucharska (bg) : Ruth
- Jürgen Frohriep : Walter
- Erik S. Klein (de) : Kurt
- Stefan Peïtchev (bg) : Bai Petko
- Georgi Naumov (bg) : Blashe
- Ivan Kondov (bg) : le père de Ruth
- Milka Touïkova (bg) : une partisane

## Production
Le scénariste Angel Wagenstein a puisé dans ses propres expériences pour écrire le film. Le personnage de Blashe s'inspire de lui.
Kurt Maetzig était initialement prévu comme réalisateur. Mais il refusa, ayant déjà abordé la persécution des juifs dans Mariage dans l'ombre (1947) et Les Quadrilles multicolores (1949) et ne voulant pas être enfermé dans ce thème. Angel Wagenstein proposa alors comme réalisateur Konrad Wolf, qu'il connaissait pour avoir étudié avec lui à Moscou.
Pour le rôle de Ruth, l'actrice israélienne Haya Harareet avait été initialement engagée. Mais elle a retiré son engagement lorsqu'elle a reçu une invitation d'Hollywood. Tatiana Samoïlova, prévue par Konrad Wolf pour la remplacer, n'était pas disponible pour des raisons de santé. Comme le début du tournage approchait et qu'aucune actrice principale n'avait encore été trouvée, le réalisateur bulgare Rangel Valchanov, qui travaillait sur le film en tant qu'assistant réalisateur, a proposé sa femme Sacha Kroucharska (bg), qui était encore étudiante à l'époque. Elle est devenue une vedette grâce à ce rôle.
Le film a été tourné à la fin de l'été 1958 dans les environs de Sofia.
Dans le film, on entend les chansons yiddish Es brennt (orig. S'brennt) de Mordechai Gebirtig et la chanson populaire Eli Eli, chantées par Gerry Wolff dans une version germanisée. Les acteurs du film s'expriment dans leur langue nationale, si bien que les dialogues bulgares et le judéo-espagnol des séfarades sont sous-titrés.
Dans le langage visuel du film, Konrad Wolf a été pionnier et novateur, ce qui a été reconnu par la critique. En 1960, le Filmdienst a félicité le réalisateur pour son langage visuel :
« Der Regisseur Wolf kann filmisch sehen, weiß raffinierte Simultanmontagen einzublenden und die Möglichkeiten des inneren Monologs zu nützen, kühne Kontraste zu setzen und die Großaufnahme dort zu gebrauchen, wo sie seelisch am Platz ist. Die verlorene Liebe der beiden malt er in Totalen, auf denen die Menschen wie verloren in der endlosen Nacht einherirren, und es gibt Perspektiven, Kamerafahrten, Überblendungen, Beleuchtungseffekte und sonstige Form-Elemente, die […] nicht epigonal eingesetzt sind, sondern mit dramaturgischer Notwendigkeit und ohne Veräußerlichung die seelische Tiefensituation ins Filmoptische übersetzen. »
— Filmdienst

« Le réalisateur Wolf a une vision cinématographique, il sait insérer des montages simultanés raffinés et utiliser les possibilités du monologue intérieur, créer des contrastes audacieux et utiliser le gros plan là où il est le mieux adapté à l'âme. Il dépeint l'amour perdu des deux hommes en plans d'ensemble, sur lesquels les gens errent comme perdus dans la nuit sans fin, et il y a des perspectives, des mouvements de caméra, des fondus enchaînés, des effets d'éclairage et d'autres éléments formels qui [...] ne sont pas utilisés de manière épigonale, mais traduisent avec une nécessité dramaturgique et sans extériorisation la situation profonde de l'âme dans l'optique du film. »
Rétrospectivement, l'historien du cinéma Frank Stern a estimé que le film « avait un langage visuel presque révolutionnaire pour l'année 1959. Le travail de la caméra, le son et l'image, le dialogue et la force d'interprétation des acteurs vont de pair avec une précision historique basée sur la recherche et une connaissance précise ».

## Exploitation
Il a été présenté en avant-première le 27 mars 1959, simultanément à la Haus der Berliner Jugend sur la Klosterstrasse et au Kino Babylon à Berlin.
Dans un premier temps, le film n'a pas été autorisé à être projeté en Bulgarie, car on lui reprochait son humanisme abstrait, notamment le fait qu'il ne faisait pas de distinction entre la bourgeoisie juive et le prolétariat juif. Après avoir remporté le Grand prix du festival de Cannes, le film a également été projeté en Bulgarie, sans que les reproches ne soient réitérés. Des interdictions de projection ont également été prononcées en Union soviétique et en Israël.
Le 3 juin 1960, le film est sorti dans les cinémas de RFA dans une version coupée. Il manquait la séquence finale, dans laquelle Walter s'entend avec Petko sur l'approvisionnement en armes des partisans.
L'Allemagne de l'Est n'ayant pas été invitée au Festival de Cannes 1959, car elle n'entretenait pas de relations diplomatiques avec la France, Étoiles a été présenté en compétition pour la Palme d'or en tant que film bulgare. Le film a finalement été récompensé par le Grand prix. Le Spiegel écrivit alors : « Il semble [...] certain que les intérêts de la Defa ont été plus fortement défendus que ceux de l'industrie cinématographique ouest-allemande lors de la délibération décisive du jury » et qualifia Étoiles de « film est-allemand déguisé » avec lequel la DEFA s'était “glissée” dans la compétition et avait gagné grâce aux « représentants des intérêts... des pays du bloc de l'Est » dans le jury.
En 1959, Étoiles a reçu une médaille d'or au festival de cinéma lors du Festival mondial de la jeunesse et des étudiants et a reçu un certificat de reconnaissance à Edimbourg. Konrad Wolf et Werner Bergmann ont reçu le prix national de la RDA. Le jury de l'Evangelische Filmarbeit (à l'époque Evangelische Filmgilde) a désigné Étoiles comme film du mois en avril 1960.
En 1995, les historiens et journalistes du cinéma de l'association des cinémathèques allemandes ont élu Étoiles comme l'un des 100 films allemands les plus importants de tous les temps.

## Récompenses
- 1959 : Grand prix au Festival de Cannes[1]